# Otros días vendrán
Otros días vendrán es una película española dirigida por Eduard Cortés en 2005 y protagonizada por Fernando Guillén, Álex Angulo, Cecilia Roth, Antonio Resines, Nadia de Santiago, Nacho Aldeguer y Reyes Calzado.
Su trama gira en torno a una historia de amor y a las perversidades, donde Cecilia Roth y Antonio Resines dan vida a una pareja que tiene que superar múltiples obstáculos para poder empezar y consolidar su relación. La lucha por la vida, por el amor y por encontrar una existencia mejor son los temas en los que se centra Otros días vendrán.

## Sinopsis
Alicia (Cecilia Roth) es una profesora de instituto que vive con su hija y con la frustración de un doloroso error sentimental que todavía le duele. Su vida es un desastre en el plano amoroso y sexual y su existencia es completamente anodina. Para poner remedio suele establecer relaciones a través de un chat en Internet, pero la mayoría de las veces es insatisfactorio cuando no desagradable. Sin embargo, cuando Alicia tiene la posibilidad de conocer al hombre de su vida, quizás ya ha planeado cómo hacer que se marche. 

## Reparto
- Cecilia Roth, como Alicia.
- Antonio Resines, como Luis.
- Fernando Guillén, como Lucas.
- Nacho Aldeguer, como Javi/Zak.
- Nadia de Santiago, como Vega.
- Georgina Latre, como Susi.
- Reyes Calzado, como Ana.
- Álex Angulo, como Miguel.